# クリスティナ・マクヘール
クリスティナ・マクヘール（Christina McHale、1992年5月11日 - ）は、アメリカ合衆国ニュージャージー州ティーネック出身の女子プロテニス選手。これまでにWTAツアーでシングルス1勝、ダブルス2勝を挙げている。身長170cm、体重58kg。右利き、バックハンド・ストロークは両手打ち。WTAランキング最高位はシングルス24位、ダブルス37位。

## 来歴
7歳からテニスを始める。2007年からITFのサーキット大会に出場を始める。4大大会では2009年全豪オープンで主催者推薦選手として初出場した。2009年全米オープン1回戦でポロナ・ヘルツォグを 6-3, 6-1 で破り4大大会で初勝利を挙げ2回戦でマリア・シャラポワに 2-6, 1-6 で敗れた。

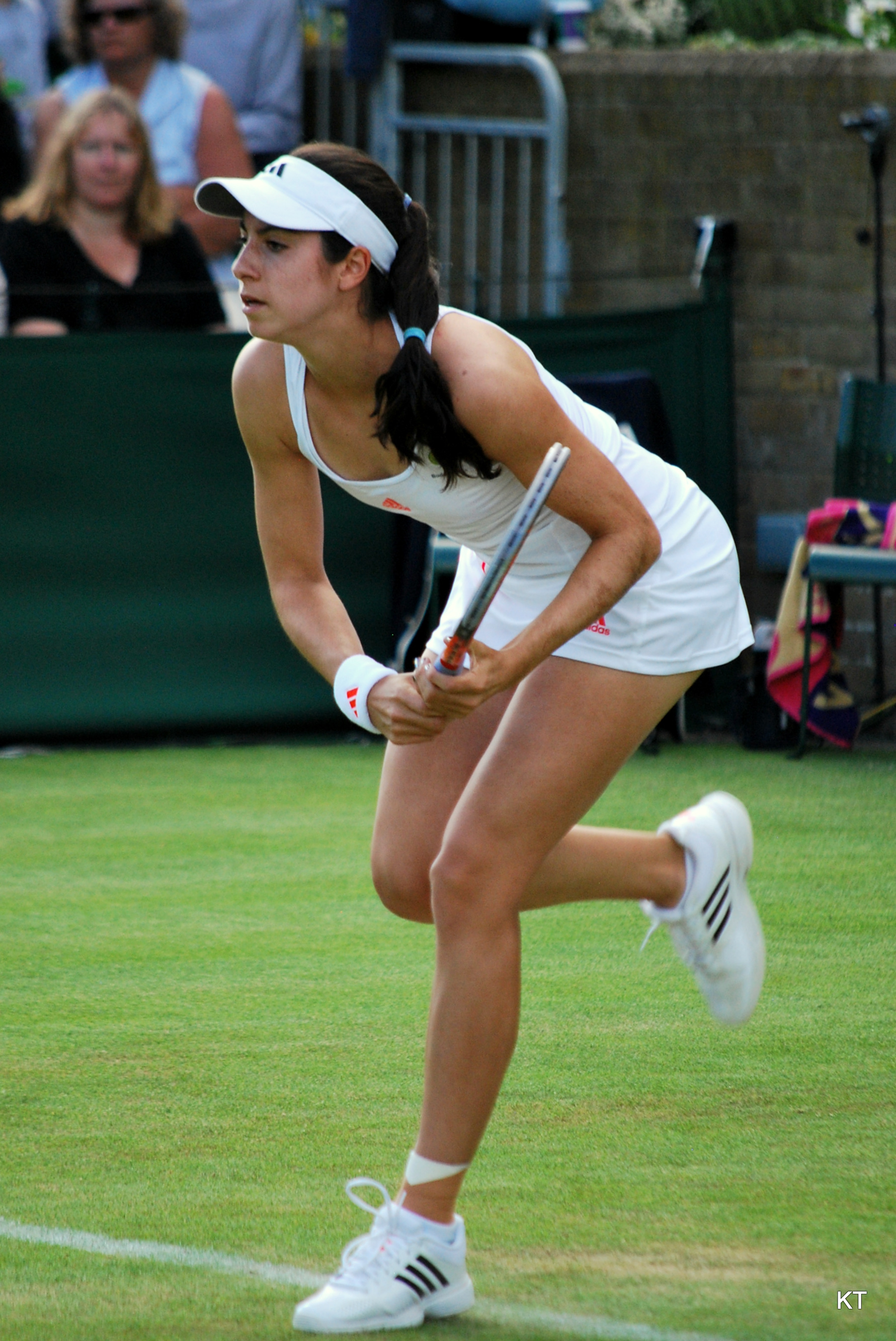
2012年ウィンブルドンにて

2011年8月のシンシナティ大会では2回戦で当時世界ランキング1位のキャロライン・ウォズニアッキを 6-4, 7-5 で破る殊勲を挙げた。2011年全米オープンでは2回戦で第8シードのマリオン・バルトリを 7-6(2), 6-2 で破り3回戦に進出した。3回戦でマリア・キリレンコに 2-6, 3-6 で敗れた。
2012年は全豪オープン、全仏オープン、ウィンブルドンで3回戦に進出。7月のロンドン五輪でオリンピックに初出場した。1回戦でアナ・イバノビッチに 4-6, 5-7 で敗れた。8月20日付のランキングで自己最高の24位を記録している。
2014年3月のアビエルト・メキシコ・テルセルでツアー初の決勝に進出した。決勝ではドミニカ・チブルコバに 6–7(3), 6–4, 4–6 で敗れ準優勝となった。
2016年1月のホバート国際で韓馨蘊と組んだダブルスで優勝し初のWTAタイトルを獲得した。9月のジャパン女子オープンテニスでシングルス初優勝を果たした。

## WTAツアー決勝進出結果

### シングルス: 2回 (1勝1敗)
| 大会グレード                  |
| ----------------------------- |
| グランドスラム (0–0)          |
| WTAファイナルズ (0–0)         |
| プレミア・マンダトリー (0–0)  |
| プレミア5 (0-0)               |
| WTAエリート・トロフィー (0-0) |
| プレミア (0–0)                |
| インターナショナル (1–1)      |

| 結果   | No. | 決勝日        | 大会       | サーフェス | 対戦相手             | スコア           |
| ------ | --- | ------------- | ---------- | ---------- | -------------------- | ---------------- |
| 準優勝 | 1.  | 2014年3月1日  | アカプルコ | ハード     | ドミニカ・チブルコバ | 6–7(3), 6–4, 4–6 |
| 優勝   | 1.  | 2016年9月25日 | 東京       | ハード     | カテリナ・シニアコバ | 3–6, 6–4, 6–4    |

### ダブルス: 3回 (2勝1敗)
| 結果   | No. | 決勝日         | 大会     | サーフェス | パートナー         | 対戦相手                            | スコア           |
| ------ | --- | -------------- | -------- | ---------- | ------------------ | ----------------------------------- | ---------------- |
| 優勝   | 1.  | 2016年1月16日  | ホバート | ハード     | 韓馨蘊             | キンバリー・ビレル ヤルミラ・ウルフ | 6–3, 6–0         |
| 優勝   | 2.  | 2016年10月16日 | 天津     | ハード     | 彭帥               | マグダ・リネッテ 徐一幡             | 7–6(8), 6–0      |
| 準優勝 | 1.  | 2019年9月15日  | 広島     | ハード     | ワレリア・サビニフ | 日比野菜緒 土居美咲                 | 6–3, 4–6, [4–10] |

## 4大大会シングルス成績
略語の説明
| W | F | SF | QF | #R | RR | Q# | LQ | A | Z# | PO | G | S | B | NMS | P | NH |

W=優勝, F=準優勝, SF=ベスト4, QF=ベスト8, #R=#回戦敗退, RR=ラウンドロビン敗退, Q#=予選#回戦敗退, LQ=予選敗退, A=大会不参加, Z#=デビスカップ/BJKカップ地域ゾーン, PO=デビスカップ/BJKカッププレーオフ, G=オリンピック金メダル, S=オリンピック銀メダル, B=オリンピック銅メダル, NMS=マスターズシリーズから降格, P=開催延期, NH=開催なし.
| 大会           | 2008 | 2009 | 2010 | 2011 | 2012 | 2013 | 2014 | 2015 | 2016 | 2017 | 2018 | 2019 | 2020 | 通算成績 |
| -------------- | ---- | ---- | ---- | ---- | ---- | ---- | ---- | ---- | ---- | ---- | ---- | ---- | ---- | -------- |
| 全豪オープン   | A    | 1R   | LQ   | 1R   | 3R   | 1R   | 2R   | 2R   | 1R   | 1R   | 1R   | LQ   | 1R   | 4–10     |
| 全仏オープン   | A    | A    | 1R   | 1R   | 3R   | 1R   | 1R   | 1R   | 1R   | 1R   | 1R   | LQ   |      | 2–9      |
| ウィンブルドン | A    | A    | A    | 2R   | 3R   | 2R   | 1R   | 2R   | 2R   | 2R   | 1R   | 1R   |      | 7–9      |
| 全米オープン   | LQ   | 2R   | 1R   | 3R   | 1R   | 3R   | 2R   | 1R   | 2R   | 2R   | 1R   | LQ   |      | 8–10     |